# Model SEB
Model SEB (Szkolenie Efektywne Biznesowo)
Model SEB ma zasadniczo 2 główne funkcjonalności:
- Stanowi doskonałe narzędzie do usprawniania sposobu realizacji każdego rodzaju projektu szkoleniowego – może stanowić podstawę i punkt odniesienia do budowy własnej procedury szkoleniowej lub firmowego standardu realizacji szkoleń, nastawionych jednoznacznie na korzyści biznesowe.

- Stanowi wsparcie i podpowiedź do zaprojektowania procesu pełnej (na wszystkich poziomach modelu Kirkpatricka) oceny efektywności realizowanych w firmie szkoleń – może stanowić podstawę i punkt odniesienia do budowy własnej procedury oceny efektywności szkoleń oraz systemu kontroli i raportowania o efektach dla kadry kierowniczej i zarządu.